# 로제 밀라
로제 밀라(프랑스어: Roger Milla)라는 이름으로 잘 알려진 알베르 로제 모 밀레르(프랑스어: Albert Roger Mooh Miller, 1952년 5월 20일~)는 카메룬의 은퇴한 축구 선수로 현역 시절 스트라이커로 활약했으며 번역 상 로저 밀러, 로저 밀라, 로제 밀러 등으로 번역되는데 흔히 로저 밀러라고 불리고 있다.
주로 모국 카메룬과 프랑스 리그에서 주로 활동했으며, 선수 경력 막바지에는 인도네시아에서 뛰었다. 그는 국제 무대에서 뛰어난 활약을 펼친 첫 아프리카 선수 중 하나이며, 카메룬 국가대표로 3번의 월드컵에 출전하였다. 1990년 FIFA 월드컵에선 대부분의 축구 선수가 은퇴했을 법한 나이인 38세에 4골을 터뜨리고 팀이 준준결승전에 진출하는데 크게 공헌해 세계적인 명성을 얻었다. 2004년에는 브라질의 전설적인 축구 선수 펠레가 선정한 FIFA 100 명단에도 포함되었다.

## 경력
- 1982년 FIFA 월드컵 국가대표
- 1984년 아프리카 네이션스컵 국가대표
- 1984년 하계 올림픽 국가대표
- 1986년 아프리카 네이션스컵 국가대표
- 1988년 아프리카 네이션스컵 국가대표
- 1990년 아프리카 네이션스컵 국가대표
- 1990년 FIFA 월드컵 국가대표
- 1994년 FIFA 월드컵 국가대표

## 수상

#### 레오퍼드 두알라
- 카메룬 프리미어 디비시옹 : 1971–72, 1972–73, 1973–74

#### 토네르 야운데
- 카메룬 컵 : 1991
- 아프리카 컵위너스컵 : 1975

#### 모나코
- 쿠프 드 프랑스 : 1979–80

#### 바스티아
- 쿠프 드 프랑스 : 1980–81

#### 몽펠리에
- 디비시옹 2 : 1986-87

#### 카메룬
- 1984년 아프리카 네이션스컵 우승
- 1986년 아프리카 네이션스컵 준우승
- 1988년 아프리카 네이션스컵 우승

### 개인
- 아프리카 올해의 축구 선수상 : 1976, 1990
- 1986년 아프리카 네이션스컵 MVP : 1986, 1988
- 아프리카 네이션스컵 득점왕 : 1986, 1988
- 1990년 FIFA 월드컵 브론즈 부트
- 1990년 FIFA 월드컵 올스타팀
- 2004년 FIFA 100
- 2006년 레지옹 도뇌르 슈발리에
- 2007년 지난 50년 아프리카 최고의 선수상
- 2014년 골든풋
- CAF 골든 주빌리 투표 1위
- 월드사커 역대 선수 100인
- IFFHS 레전드